# Ptiloscola wellingi
Ptiloscola wellingi är en fjärilsart som beskrevs av Lemaire 1971. Ptiloscola wellingi ingår i släktet Ptiloscola och familjen påfågelsspinnare. Inga underarter finns listade.